# ناتالي كولين
ناتالي كولين (بالفرنسية: Nathalie Collin)‏ هي سيدة أعمال فرنسية، ولدت في 26 سبتمبر 1964 في شارنتون لو بونت في فرنسا.